# Stäubli
Stäubli AG er en schweizisk industri- og mekatronikvirksomhed, der er opdelt i divisionerne: Elektriske konnektorer, væskekonnektorer, robotik og tekstiler.  De har 6.000, ansatte, 15 fabrikker og de driver virksomhed i 50 lande.
Stäubli blev etableret i Horgen, Schweiz i 1892 som "Schelling & Stäubli" af Rudolph Schelling og Hermann Stäubli.